# Videsvärmare
Videsvärmare (Smerinthus ocellata) är en stor fjäril i familjen svärmare (Sphingidae) med karakteristiska ögonfläckar på bakvingarna.

## Kännetecken
Videsvärmaren har ett vingspann på mellan 67 och 91 millimeter, honan är något större än hanen men hanen har något kraftigare och lite längre antenner. Mellankroppen är ljusgrå med ett mörkt band på ryggen och bakkroppen är brunaktig. Framvingarna är ljusgrå med en dragning åt rosa och med mörkare fält och linjer. Bakvingarna är rosaröda med karakteristiska blåaktiga ögonfläckar. Det finns ingen förväxlingsart i Sverige men öster om Finland finns den snarlika arten Smerinthus caecus. Larven är som fullvuxen 60 till 80 millimeter lång och är grön ibland med en blå nyans. Den är täckt med små vita knottror och sju vita snedstreck och längst bak ett ofta blåaktigt analhorn med svart spets.

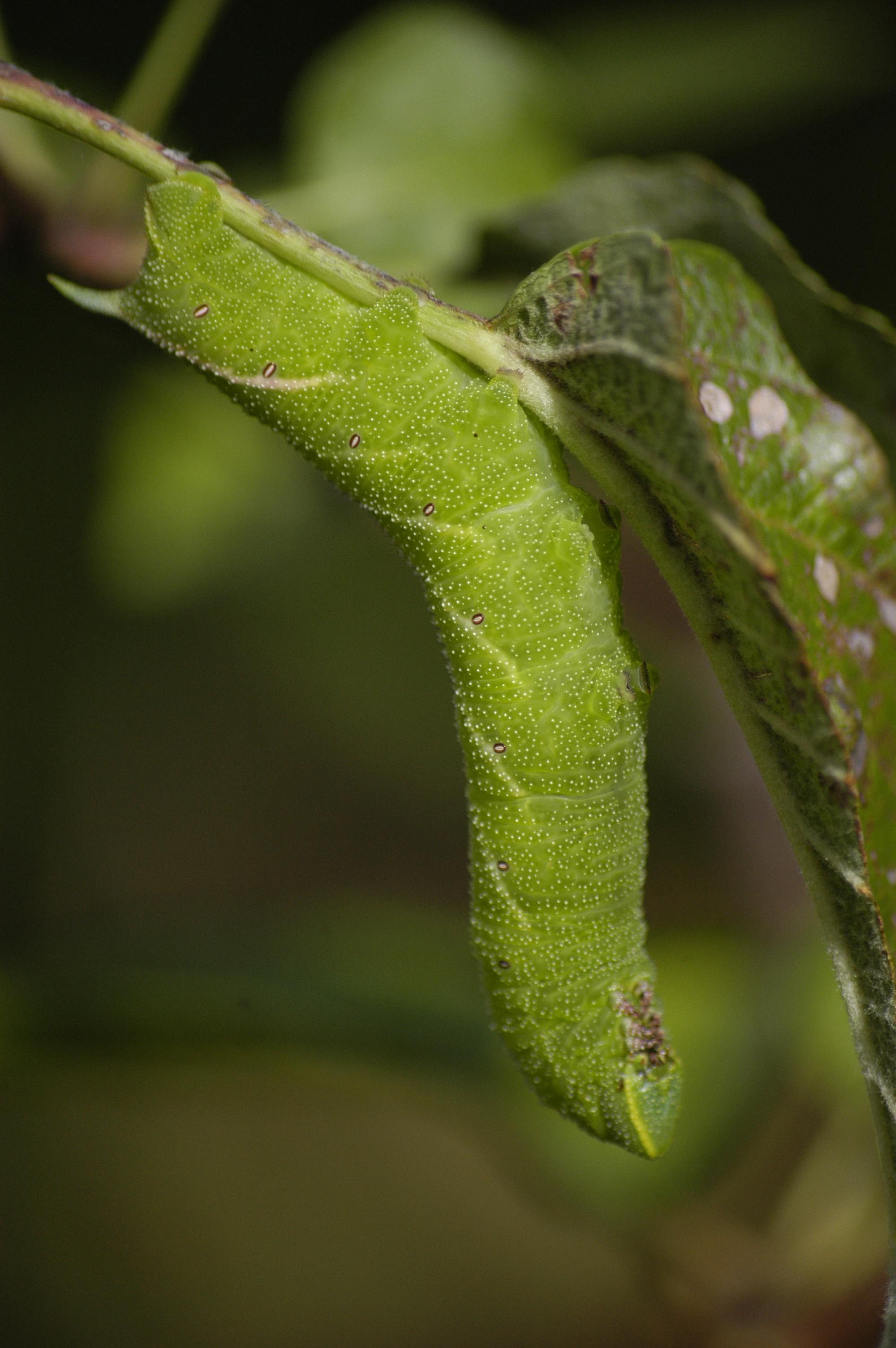
Larv i typisk viloställning, så kallad sfinxställning

## Utbredning
Videsvärmaren är ganska vanlig i Sverige från Skåne till Siljansbygden. Den finns även i Danmark, sydöstra Norge och södra Finland och i större delen av resten av Europa samt Nordafrika. Den finns österut genom Ryssland till floden Obs dalgång och ner till nordvästra Kina. 

## Levnadssätt
Videsvärmaren lever i löv- och blandskog men även på öppna marker. Den är aktiv på natten men uppsöker inte blommer eftersom sugsnabeln är tillbakabildad. Den vuxna fjärilen äter ingen föda och är därför kortlivad, den lever bara tre till fem dagar. Flygtiden är från mitten av maj till mitten av juli i södra Sverige. I norr något senare. Är sommaren varm kan ibland en partiell andra generation förekomma med flygtid från slutet av augusti till slutet av september. Äggen läggs enstaka eller parvis på värdväxten som främst är videväxter men ibland även på björkväxter och rosväxter. Larven är fullvuxen i slutet av augusti eller början av september. Färgen blir då brungul och den vandrar iväg för att hitta en lämplig förpuppningsplats. Den förpuppar sig i markskiktet upp till 10 centimeter djupt. Puppan övervintrar, ibland i två vintrar. 

## Etymologi
Ocellata betyder "försedd med små ögon" på latin.